# شهرستان وین (نیویورک)
شهرستان وین، نیویورک (به انگلیسی: Wayne County, New York) یک سکونتگاه مسکونی در ایالات متحده آمریکا است که در ایالت نیویورک واقع شده‌است.

## خصوصیات
شهرستان وین ۳٬۵۸۴٫۵۶ کیلومترمربع مساحت دارد.